# Hans Weber (Politiker, 1895)
Hans Weber (* 23. Januar 1895 in Mühldorf am Inn; † 15. Januar 1986) war ein deutscher Politiker der KPD.

## Herkunft und Jugend
Hans Weber war der Sohn eines Kachelofensetzers und konnte wegen der Armut der Familie nur die Volksschule besuchen. Wegen seiner sehr guten Handschrift fand er jedoch eine Anstellung als Schreibgehilfe. In Speyer trat er 1913 der Arbeiterjugendbewegung bei, wandte sich 1914 jedoch gegen die Politik der SPD-Führung, welche den Kriegskurs der kaiserlichen Regierung unterstützte
Er wechselte 1917 nach deren Gründung sofort zur USPD. Innerhalb der USPD gründete Weber die Gesellschaft »Ideal« als eine Art »Tarnorganisation« der Spartakusgruppe. Im Gründungsjahr der KPD 1919 wurde Weber Mitglied der neuen Partei, blieb jedoch bis 1920 auch in der USPD.

## Aufstieg in der KPD
Weber begann seine KPD-Karriere 1919 als Unterbezirksleiter in der Pfalz und wurde 1920 in den Zentralausschuss der KPD gewählt. Anfang 1923 wurde er zum hauptamtlichen Sekretär des KPD-Bezirks Pfalz berufen, der eine linksoppositionelle Tendenz vertrat, welche 1924 zur Mehrheitsströmung wurde. Als jedoch 1925 das Zentralkomitee um eine „Linke“ Richtung um Ruth Fischer und Ernst Thälmann sowie eine „Ultralinke“ Richtung um Werner Scholem, Arthur Rosenberg und Iwan Katz zerfiel, schloss sich Weber den „Ultralinken“ an. Er war auf dem 10. Parteitag der KPD 1925 in Berlin einer der Sprecher dieser Ultralinken. 
Aus Konzession wurde er gemeinsam mit Arthur Rosenberg und Werner Scholem in das neue Zentralkomitee gewählt, obwohl die Ultralinke auf dem Berliner Parteitag nur eine Minderheit der Delegierten vertrat.

## Ausstieg aus der Partei
Trotz seiner Mitgliedschaft im Zentralkomitee war Weber in der linken Opposition aktiv und einer der Mitunterzeichner des »Briefes der 700«, der gegen die Richtung um Ernst Thälmann protestierte. Beim Auseinanderfallen dieser ultralinken Opposition trat er mit dem Bezirk Pfalz der Weddinger Opposition bei. Hans Weber lebte im Berliner Bezirk Wedding und war der eigentliche Führer dieser linken Oppositionsgruppe, die wegen ihrer Verbindung zur Pfalz auch Weddinger-Pfälzer Opposition genannt wurde. Auf dem Parteitag 1927 wurde er nicht mehr ins Zentralkomitee gewählt, war aber zunächst noch Angestellter des ZK. Am 14. März 1928 wurde er aus der KPD ausgeschlossen, weil er an einer Reichskonferenz der Opposition teilgenommen hatte.

## Weiterer Werdegang
Nachdem er einige Zeit in der Gruppe „Linke Bolschewiki-Leninisten“ in der Pfalz aktiv gewesen war, zog Weber sich Ende 1929 von der aktiven Politik zurück und arbeitete als Anzeigenwerber für die Internationale Arbeiterhilfe. Sein Antrag auf Wiederaufnahme in die KPD wurde im Oktober 1930 abgelehnt. Nach 1933 stand Hans Weber unter Polizeiaufsicht, arbeitete schließlich als Anzeigenwerber für die Zeitschrift »Der Deutsche«, ein ehemaliges Gewerkschaftsblatt, das die Deutsche Arbeitsfront übernommen hatte.
1943 wurde Weber als Angestellter zur BASF dienstverpflichtet und blieb nach Kriegsende bis zu seiner Pensionierung im Konzern. Er trat 1946 der SPD bei, verließ die Partei jedoch später wieder. Hans Weber starb am 15. Januar 1986.
Sein Bruder Joseph Weber gehörte ebenfalls der KPD an und war ab 1924 Landtagsabgeordneter in Bayern.